# Réaction de Leuckart
La réaction de Leuckart est une réaction chimique qui a lieu entre le sel d’ammonium de l’acide formique (le formiate d'ammonium), et un aldéhyde (ou une cétone) pour former des amines, par amination réductrice. Cette réaction est nommée d'après le chimiste allemand Rudolf Leuckart qui l'a découverte en 1885.
.
Quand l'acide formique est utilisé en excès, la réaction est appelée « réaction de Leuckart-Wallach », d'après le chimiste allemand Otto Wallach.